# Julio Abbadie
Julio César Abbadie Gismero (San Siro, 7. rujna 1930. – 16. srpnja 2014., Montevideo) je urugvajski nogometni reprezentativac i napadač.

## Karijera
U Urugvaju nastupao samo za Peñarol iz Montevidea, s kojim je u dvama razdobljima (1949. – 1956. i 1962. – 1969.) osvojio 8 urugvajskih nogometnih prvenstava (1951, 1953., 1954., 1962., 1964., 1965., 1967., 1968.), Copu Libertadores (1966.) i Interkontinentalni kup (1966.). Igrao je i u Seriji A za Genovu (1956. – 1960.) i Lecce (1960. – 1962.). Za nogometnu reprezentaciju Urugvaja (1952. – 1966.) odigrao je ukupno 26 utakmica i postigao 14 pogodaka. Spada među najbolje urugvajske nogometaše svih vremena. Igrao je desno krilo, a poslije spojku. Briljirao je majstorskom tehnikom, efektnim driblinzima, imao je munjevit start i odličan centaršut. Bio je vrlo popularan među navijačima, pa je zaradio nadimak El Pardo. Na svjetskom prvenstvu 1954. u Švicarskoj, na kojemu je Urugvaj zauzeo 4. mjesto, igrao je četiri utakmice od ukupno pet.